# Arnold Oskar Meyer
Arnold Oskar Meyer (né le 20 octobre 1877 à Breslau et décédé le 3 juin 1944 à Berlin) est un historien allemand.

## Biographie
Son père Oskar Emil Meyer (de) était professeur de physique à l'Université de Breslau, son premier frère Oskar Emil (1875–1941) est juriste tandis que son second Oskar Erich (1883–1939) est géologue. Arnold fréquente le fameux lycée Sainte-Marie-Madeleine de Breslau et obtient son Abitur à l'automne 1895. Il étude par la suite l'histoire aux universités de Tübingen, Leipzig, Berlin, Heidelberg et Breslau. Il obtient son doctorat en 1900 dans sa ville natale. Il entreprend dans la foulée un voyage de formation en Angleterre puis commence à travailler aux archives de Breslau. Après 5 ans de travail à l'Institut historique allemand de Rome, il passe son habilitation en 1908 à l'université de Breslau. En 1910 il entre à l'université de Rostock, et y obtient un poste de professeur en histoire en 1913. Il se marie en 1911. Il a 3 filles et un fils. En 1915 et 1916, il participe à la Première Guerre mondiale. C'est également un protestant pratiquant. De 1919 à 1930 il est membre du Parti national du peuple allemand.
En 1915, il part à l'université de Kiel. De 1920 à 1928, il enseigne à l'université de Göttingen puis de 1928 à 1936 à la LMU à Munich, il termine enfin sa carrière en 1944 à l'université Humboldt, alors dénommée Friedrich-Wilhelms. Lors de la période nazie, il fait partie de l'Institut du Reich d'histoire de la nouvelle Allemagne (de).
Arnold Meyer est surtout connu pour le livre Handbuch der deutschen Geschichte (livre de poche de l'histoire allemande), auquel il a contribué, aux côtés d'Otto Brandt (de) et Leo Just (de). Un autre de ses travaux remarquables est Bismarck, der Mensch und der Staatsmann. Il s'intéresse aussi beaucoup à l'histoire anglaise et à la période de la Contre-Réforme. En plus d'autres ouvrages sur Bismarck, il publie en 1911 England und die katholische Kirche unter Elisabeth (l'Angleterre et l'Église catholique sous Élisabeth) et Deutsche und Engländer, Wesen und Werden in großer Geschichte (allemands et anglais, être et devenir dans la grande histoire). Il publie aussi beaucoup dans les revues spécialisées comme le Militärwissenschaftliche Rundschau, le Zeitschrift für Schleswig-Holsteinische Geschichte, le Süddeutsche Monatshefte (de) ou le Pommersche Lebensbilder.
Il était également membre de l'Académie bavaroise des sciences et correspondant honoraire de la Royal Historical Society.